# Szlak rowerowy 9N
Szlak rowerowy 9N – fragment trasy dalekobieżnej Kraków – Pszczyna – Olza – Krzyżanowice – Racibórz – Opole – Wrocław.
Trasa przebiega przez gminy Gorzyce, Krzyżanowice i Racibórz. Rozpoczyna się w Raciborzu koło Rafako, prowadząc bocznymi drogami w stronę Bieńkowic. Koniec trasy nr 9 znajduje się przy stacji kolejowej w Olzie.

## Przebieg szlaku
- Racibórz
- Rafako
- Bieńkowice
- Olza